# Legio XVII
La Legio XVII era una legione romana, di cui si hanno poche notizie accertate. Non è noto l'emblema.

## Storia
Sia Gaio Giulio Cesare, sia Gneo Pompeo Magno ebbero nel loro esercito una legione XVII, ma se ne ignora il destino dopo la guerra civile e si suppone che la legione cesariana, forse insieme alla XVIII e alla XIX, fosse stata distrutta nel corso della spedizione in Africa al comando di Gaio Scribonio Curione.
Di una legione XVII non sono state tramandate notizie nelle fonti, né esistono menzioni nelle iscrizioni: la sua esistenza è tuttavia abbastanza certa, dato che nella riorganizzazione dell'esercito romano condotta da Augusto dopo la sconfitta di Marco Antonio nella battaglia di Azio del 31 a.C. le legioni erano numerate dalla I alla XXII. Si suppone che le legioni XVII, XVIII e XIX  siano state reclutate da Ottaviano nel 41 o 40 a.C., dopo la battaglia di Filippi (probabilmente insieme anche alla XVI Gallica), per combattere contro Sesto Pompeo, il figlio di Pompeo Magno che teneva sotto controllo la Sicilia e la relativa fornitura di grano per la città di Roma. La legione fu probabilmente composta da veterani dell'esercito di Marco Giunio Bruto e Gaio Cassio Longino e da soldati provenienti dall'Italia settentrionale.
Una Legio XVII Classica, ossia navale, probabilmente distinta dalla precedente, faceva invece parte dell'esercito di Marco Antonio, e dovette scomparire dopo la sua sconfitta ad Azio.
Negli anni successivi la legione fu stanziata forse in Alsazia (a Ehl, poco a sud di Argentoratae, è stata rinvenuta un'iscrizione con il numero "IIVX", che potrebbe rappresentare il numero della legione scritto al contrario), da dove fu probabilmente spostata sul basso corso del Reno insieme alla XVI Gallica e alla XVIII. Partecipò probabilmente alle campagne germaniche di Druso maggiore (13-9 a.C.) e di Tiberio (8 a.C. e 4-5 d.C.), partecipando anche alla repressione della rivolta in Pannonia.
Nel 9 prese probabilmente parte alla spedizione di Publio Quintilio Varo e finì distrutta nella battaglia di Teutoburgo insieme alle legioni XVIII e XIX. Nessuna delle legioni scomparse sembra sia stata in seguito ricostituita e questo potrebbe spiegare la mancanza di notizie sulla legione. Solo Germanico recuperò in seguito le insegne delle tre legioni durante il principato di Tiberio.